# 兼济桥
30°36′24.0″N 120°00′54.1″E / 30.606667°N 120.015028°E
兼济桥是浙江省湖州市德清縣境內的一座古橋，位於德清縣洛舍镇龙胜村六组。桥梁为三孔梁桥，建于南宋乾道八年。兼济桥于2005年3月16日与其余十二座古桥被浙江省人民政府以德清古桥群的名义公佈列為浙江省省級文物保護單位，2013年5月被國務院列為第七批全國重點文物保護單位。

## 結構
兼济桥為三孔石梁橋，桥长11.0米，坡脚长1.75米，桥面宽2.00米，高2.00米，使用武康石修筑。桥梁中孔刻有题记“宋乾道八年壬辰岁丙午朔端午立□□□□厘友共捨财重新建造……”。